# 李迎新
李迎新（1975年6月—），女，满族，北京人，中华人民共和国政治人物。现任北京铁路运输中级法院（北京市第四中级人民法院）副院长、审判委员会委员、审判员。第十三、十四届全国政协委员。